# Библиотекарски каталог
Библиотекарски каталог је регистар свих библиографских ставки у библиотеци или групи библиотека, као на пример мрежа библиотека на више места. Каталог за групу библиотека се такође назива скупни каталог. Библиографска ставка може бити било који информациони ентитет (нпр. књиге, рачунарске датотеке, графика, 3Д објекти, картографски материјал итд.) који се сматра библиотекарским материјалом (један роман или антологија) или група библиотекарског материјал (нпр. трилогија) или повезано из каталога (нпр. веб-страница) докле год је релевантно за каталог и кориснике/чланове библиотеке.
Највећи библотекарски каталог на свету је WorldCat невладине организације OCLC.